# تابع تصادفی
در نظریه احتمال و کاربردهای آن مانند آمار و رمز نگاری یک تابع تصادفی تابعی است که به صورت تصادفی از بین توابع احتمالی انتخاب شده‌است. تحقق هریک از توابع تصادفی به توابع مختلف منجر می‌شود بنابراین مفهوم یک تابع تصادفی مثالی از یک عنصر تصادفی است و در نتیجه تعمیم این ایده ساده‌تر از متغیر تصادفی است.

در آمار و احتمال یکی از انواع مهم توابع تصادفی تحت عنوان متغیر تصادفی مورد مطالعه قرار گرفت. که در آن مدل‌های مختلفی وجود دارد سیستم‌هایی که در آن تابع تصادفی را در زمان یا مکانی که مشاهده می‌کنند توصیف می‌نمایند با این حال کاربردهای دیگری نیز وجود دارد که در آن یک نیاز برای توصیف عدم قطعیت درباره یک تابع شناخته شده‌است. و دانشی درباره تابع حقیقی که می‌توان با گفتن اینکه تحقق نامعلوم درباره یک تابع تصادفی است را بیان کرد برای مثال Dirichlet process.

حالت خاصی از یک تابع تصادفی یک جایگشت تصادفی است که تحقق آن می‌تواند به عنوان یک مدلی از یک تابع در مجموعه‌ای از اعداد صحیح که محل اصلی آی‌تمی را که در آن مقدار تابع محل جدید را میسر می‌کند, تفسیر شود.

در رمز نگاری یک تابع تصادفی می‌تواند یک بلوک ساختمانی مفید در اختیار پروتکلهای رمز نگاری باشد.

## تعریف
یک تابع تصادفی نوعی از یک عنصر تصادفی است که نتیجه آن از کلاسی از توابع انتخاب می‌شود. کلاس شامل چندین دسته از تمامی نقشه‌ها می‌باشد. برای مثال کلاس می‌تواند به تمامی توابع متوالی یا تمامی توابع پله‌ای محدود شود. مقادیر تعیین شده توسط یک تابع تصادفی که در نقاط مختلف از یک واقعیت ارزیابی می‌شود به‌طور کلی از نظر آماری مستقل نمی‌باشد اما با توجه به مدل ممکن است مقادیر مشخص در نقاط یکسان یا مختلف مستقل عمل کنند.

## کاربردها
بنابراین می‌توان تابع تصادفی را نقشه هریک از ورودی‌ها به‌طور مستقل و تصادفی به هر یک از خروجی‌های ممکن در نظر گرفت.
تماشای این راه یک ایده‌آل‌سازی از یک تابع هش رمزنگاری است تابع تصادفی یک بلوک ساختمانی مفید در اختیار پروتکل رمز نگاری است با این وجود سناریوهایی وجود دارد که احتمالاتی برای گروه‌های بدگمان دوطرف برای توافق بر سر یک تابع تصادفی را رد می‌کند.
بنابراین رمزنگاران مدلهایی که به صراحت اجازه می‌دهند که توابع را به صورت تصادفی یا یک تابع مربوط رااستفاده کنند را مطالعه می‌کنند.random oracle model و common reference string model را مشاهده کنید.